# 히즈키야
히즈키야(공동번역), 또는 히스기야(개역개정)(히브리어:  חזקיה , חזקיהו →야훼께서 강하게 하신다)는 남유다 왕국 13대 왕으로 25세에 즉위하여 29년간 통치하였다. 유다 왕국의 왕 가운데 가장 위대한 왕 중 한 명이며 선지자 이사야가 그의 재위기 때 활동했다. 처음부터 끝까지 야훼를 섬긴 것으로 잘 알려져 있다. 종교 의례를 회복시키고 북이스라엘의 민족들과 화합을 도모했고, 아시리아의 침공을 받았으나 이겨내었다. 또한 잠언의 편집에도 기여를 하였다.

## 성전 정화
전왕 아하스의 아들로 하나님을 잘 섬기고 옳은 일들을 했다고 기록한다. 히즈키야는 왕이된 뒤 맨 먼저 성전의 문들을 열고 보수하였으며 사제들과 레위인들을 모아 성전을 정화하도록 명령하였다.
그의 명령에 따라 레위인들 중 몇몇이 모여 형제들을 모아 자신들을 거룩하게 하고 성전을 정화했으며 부정한 것들은 레위인들이 가져가다 '기드론 골짜기'에 버렸다. 이 때 대표적으로 나선 레위인들은 크핫의 자손 아마시야의 아들 마핫과 아자르야의 아들 요엘, 므라리의 자손 압디의 아들 키스와 여할렐렐의 아들 아자르야, 게르손인들 중에서는 짐마의 아들 요아와 요아의 아들 에덴, 엘리차판의 자손에서는 시므이와 여이엘, 아삽의 자손에서는 즈카르야와 마탄나, 헤만의 자손에서는 여히엘과 시므이, 여두툰의 자손에서는 스마야와 우찌엘이다.
또한 이 때까지만 해도 모세가 광야에서 든 놋뱀을 이스라엘 백성들이 지속적으로 숭배하였기에 이를 우상 숭배로 규정하고 쳐 부순 후 느후스단(히브리어: נְחֻשְׁתָּן→놋조각)이라고 일컬었다.
여러 달 동안 거룩하게 일을 지냈고 황소 7마리와 숫양 7마리, 어린양 7마리, 그리고 나라와 성소와 유다를 위한 속제 제물로 숫염소 7마리를 가져와 제물로 바치게 하였다. 또한 레위인들은 성전에 배치하고 다윗의 악기들을 들었으며 사제들을 쇠 나팔을 들고 서 온 나팔과 음악 소리를 울리게 하고 하나님을 기뻐하며 찬양하였다.

## 유월절
히스기야가 온 이스라엘과 유다에 보내고 또 에브라임과 므낫세에 편지를 보내어 예루살렘 여호와의 전에 와서 이스라엘 하나님 여호와를 위하여 유월절을 지키라 하니 ... 이월에 유월절을 지키려 하였으며 이는 성결케 한 제사장이 부족하고 백성도 예루살렘에 모이지 못한고로 그 정한 때에 지킬 수 없었음이라 ... 이월 십사일에 유월절 양을 잡으니 ...— 역대하 30:1-3,15

히즈키야는 서로 다른 국가지만, 같은 민족인 북이스라엘까지 사람을 보내 예루살렘 성전으로 와서 유월절을 지키라고 권유했다. 이 때 남유다의 남쪽에 있는 브엘세바에서 북 이스라엘의 북쪽 지방인 단에 이르기까지 온 이스라엘에 율법서에 기록된 유월절을 지키라는 소식을 전한다. 그러나 대부분은 무시하는 것을 넘어 조소를 보내고, 므낫세 지파와 아셀 지파와 즈불룬 지파에서 온 소수만이 예루살렘으로 와서 유월절을 지켰다. 유월절은 원래 1월에 지키는 절기이지만, 사제도 준비가 잘 되어있지 않고 백성들도 제 때 도착하지 못하여 2월에 유월절을 지켰는데 이를 제2유월절이라 한다.
제2유월절을 지키기 위해서 많은 백성들이 예루살렘으로 모이자 성전 안에 있던 우상의 제단들을 치우고 분향 단들도 모두 치워 기드론 골짜기에 버렸다. 또한 유월절 양을 잡아 제물로 바치고 봉헌했다. 그러나 이스라엘 지방에서 온 사람들은 율법대로 하지 않고 정결하지 못한 몸으로 유월절 양을 먹었다.
예루살렘에 모인 백성들은 크게 기뻐하며 이레 동안 무교절을 지내며 하나님을 찬양했고 히즈키야는 능숙한 솜씨로 레위인들을 격려해 주고 친교 제물을 바치고 축제 제물들을 나눠 먹었다. 또한 히즈키야는 회중에게 황소 1000마리와 양 7000마리를 내놓고 대신들 역시 황소 1000마리와 양 1만 마리를 회중에게 내놓았다. 히즈키야는 다윗의 아들 솔로몬 시대 이후 예루살렘에서 가장 큰 유월절을 지냈는데, 북이스라엘과 남유다 사이의 통합을 도모한 정치적 의도가 있었다고 해석하기도 한다.

## 종교 개혁
이 모든 일이 끝나자 히즈키야는 다음과 같이 종교 개혁에 착수했다.
- 주상(柱狀)을 부수었다.
- 아세라 목상을 찍어 버렸다.
- 산당과 당을 없애 버렸다.
- 율법에 기록된 대로 번제와 안식일 등의 절기 제물을 드리는 일을 진행했다.
- 모세가 만든 놋뱀을 쳐서 부쉈다.

## 아시리아의 침공

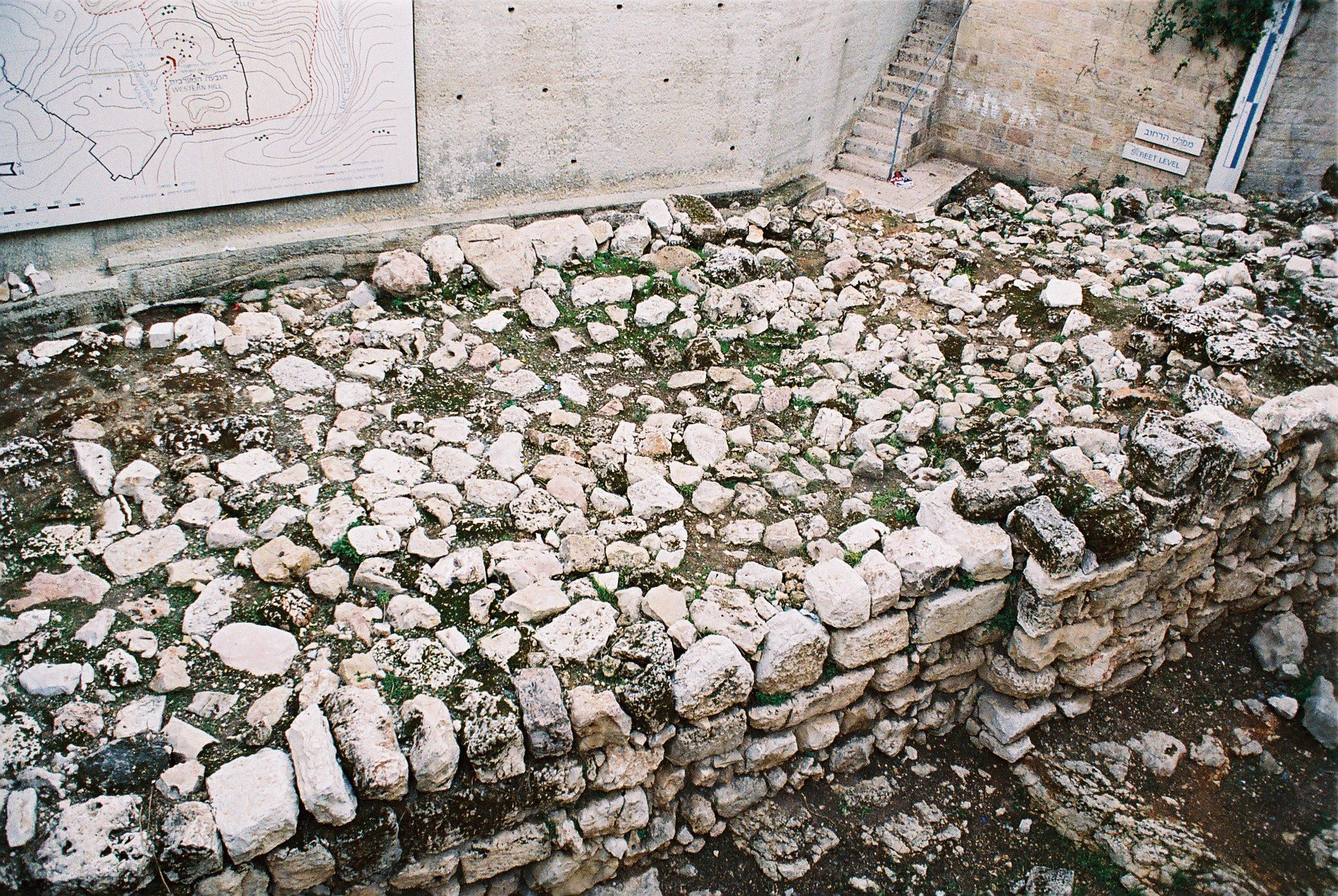
산나케립 침공 당시 예루살렘 성벽 유적

히즈키야 4년 북이스라엘의 수도 사마리아가 샬마네세르 5세가 이끄는 아시리아군대에 포위되고, 3년간의 공성전 끝에 사르곤 2세의 손에 함락되어 호세아를 비롯한 백성들이 잡혀간다. 그리고 기원전 705년 아시리아 왕 사르곤 2세가 죽자 사르곤의 아들 센나케립(산헤립)이 아시리아의 왕이 되었다. 기원전 703년 센나케립은 아시리아의 지배에 대한 반발을 진압하기 위해 동부의 도시들을 시작으로 일련의 군사 작전을 시행한다. 여기에서 멈추지 않고 기원전 701년에는 방향을 틀어 서쪽의 도시들을 향하는데, 이 때부터 아시리아가 유다를 침략하기 시작한다. 당시 히즈키야는 아시리아를 배척하고 불레셋을 공격해 영토를 가자까지 넓히는 등 확장정책을 펼치고 있었다. 히즈키야는 이에 성들의 방비를 튼튼히 하여 대비한다.
그러나 유다 왕국에 대한 아시리아의 괴롭힘이 심해지고, 결국 히즈키야는 산나케립이 유다 왕국을 파괴시키는 것을 멈추게 하기 위해 은 삼백 달란트와 금 삼십 달란트를 공물로 바치는데 이 때 성전 문을 떼어 보내기끼지 한다. 그러나 산나케립은 공세를 강화시켜 예루살렘을 공격하기 시작한다. 산나케립은 랍사게를 전령으로 보내는데, 랍사게는 예루살렘 성벽 앞에서 유다 방언으로 히즈키야의 개혁은 야훼의 뜻이 아니며, 너희는 약하니 반역하지 말라고 이야기한다. 이에 히즈키야의 신하들이 유다 방언이 아닌 아람 방언으로 이야기해달라고 부탁하자, 병사들도 알아야 할 것이라며 유다 방언으로 계속 이야기한다. 이에 히즈키야는 통탄하며 이사야에게 전령을 보내 하나님의 뜻을 구하고, 성전에 들어가 기도한다.
히스기야 왕과 아모츠의 아들 이사야 예언자가 하늘을 향해 부르짖으며 기도하자 하느님이 천사를 보내 아시리아 군대의 모든 지휘관과 장수를 쓸어버렸다고 한다. 그리고 산헤립은 수치심을 안고 자기 나라로 돌아갔다가 자신의 친아들들에게 암살당했다고 성경은 기록한다.

## 말년
이 무렵 히즈키야가 병들어 죽게 되자 하느님께 기도했고 표징을 주어 15년을 더 살게 되었다. 그러나 그는 바빌론 대사에게 이스라엘의 부와 명예를 보여주는 우를 범하고 이를 통해 야훼 하느님의 진노가 유다와 예루살렘에 내려졌다.
히즈키야는 대단한 부와 영광을 누려 은과 금, 보석, 향료, 작은 방패와 온갖 값진 기물들을 보관한 창고를 짓고 수확한 곡식과 포도주, 기름을 저장할 곳집, 온갖 가축 우리와 양 우리들도 지었다. 또한 기혼 샘의 위쪽 물줄기를 막아 뒤잇 성 서쪽 밑으로 돌려 끌어들이는 데에도 성공했다.
히스기야가 잠이 들어 그의 선조들 곁에 안장되었다. 온 유다 국민과 예루살렘 주민이 그를 다윗 자손의 묘실 중 높은 곳에 장사하여, 그의 죽음에 그들이 존경함을 표하였다. 히스기야가 죽은 고로, 그의 아들 므나쎄가 대신하여 유다의 왕이 되었다.